# Andonis Samarás
Andonis Samarás (en griego: Αντώνης Σαμαράς, [anˈdonis samaˈɾas]; 23 de mayo de 1951) es un economista y político griego. Fue líder de Nueva Democracia y primer ministro de Grecia en un gobierno de coalición entre su partido (Nueva Democracia), el PASOK y DIMAR desde el 20 de junio de 2012 hasta el 26 de enero de 2015 tras los resultados de los comicios del 17 de junio de 2012. Es miembro del parlamento por Mesenia, fue ministro de finanzas en 1989, después ministro de exteriores desde 1989 hasta 1990 y otra vez desde 1990 hasta 1992. Después fue ministro de cultura en 2009. 
Ha sido más conocido por la controversia de 1993, cuando causó que el gobierno de Nueva Democracia, del que era miembro, perdiese el poder. A pesar de eso volvió a unirse a ese partido en 2004 y fue elegido como líder del mismo en una dura lucha interna a finales de 2009, desempeñando el cargo hasta 2015. Fue el séptimo líder del partido desde que este fue fundado en 1974.

## Biografía
Nacido en Atenas, Samarás acudió al colegio Athens College (una institución privada de enseñanza superior fundado por su bisabuelo materno, Stephanos Deltas, y Emmanouil Benakis), se graduó en el Amherst College en 1974 con un grado en economía, y después en la Universidad de Harvard en 1976 con un MBA. Es  miembro del Parlamento Griego por la prefectura de Mesenia en los periodos 1977–1996 y 2007–presente. Además ha sido ministro de finanzas, asuntos exteriores y cultura. Es hijo del Dr. Constantine Samarás, profesor de cardiología y de Lena (nombre de soltera Zannas), bisnieta de la escritora Penelope Delta. Su hermano Alexander es arquitecto. Su tío paterno Yorgos Samarás fue durante mucho tiempo miembro del parlamento griego por Mesenia en los años cincuenta y sesenta.

## Política
Samarás fue elegido miembro del parlamento por Mesenia desde 1977 en adelante. En 1989 fue nombrado ministro de Finanzas, más tarde ministro de Exteriores en el gobierno de Nueva Democracia de Konstantinos Mitsotakis (1989–1992), abogando por una línea dura en la "disputa sobre el nombre de Macedonia". Después de ser relevado de su cargo en 1992 por este incidente, Samarás fundó su propio partido "Primavera Política" (Πολιτική Άνοιξη, Politikí Ánixi), localizado ideológicamente a la derecha de Nueva Democracia. La deserción de un parlamentario de Nueva Democracia hacia el partido de Samarás causó la caída del gobierno en 1993.
"Primavera política" obtuvo un 4,9% de los votos en las Elecciones Generales de 1993, logrando diez escaños en el Parlamento Griego. Obtuvieron un 8.7% en las elecciones Elecciones al Parlamento Europeo de 1994, logrando 2 asientos. Su declive comenzó Elecciones Generales de 1996, cuando obtuvo el 2.94% de los votos, justo por detrás del 3% necesario para entrar al parlamento.  Participaron en las Elecciones Europeas de 1999, logrando tan sólo el 2,3% que no fue suficiente para obtener representantes.
"Primavera política" no se presentó a las Elecciones Generales del 2000, y  Samarás apoyó públicamente al partido Nueva Democracia.  Antes de las Elecciones Generales de 2004, Samarás disolvió su partido reincorporándose a Nueva Democracia y siendo elegido como Miembro del Parlamento Europeo en las Elecciones al Parlamento Europeo de 2004.
En las Elecciones generales griegas de 2007 fue elegido miembro del Parlamento Griego por Mesenia, y por consiguiente renunció a su lugar en el Parlamento Europeo. En enero de 2009 fue nombrado Ministro de Cultura en una reorganización del gabinete de gobierno. En este cargo inauguró el nuevo Museo del Acrópolis en julio de 2009. Fue reelegido en Mesenia en 2009

## Elección como líder de Nueva Democracia
Después de que Nueva Democracia perdiese rotundamente las Elecciones Legislativas de 2009, Kostas Karamanlis dimitió como cabeza del partido, incitando una lucha por el liderazgo, y Samarás participó en dicha lucha. Las primeras encuestas mostraron que estaba a la par con la favorita inicial Dora Bakoyanni, antigua Ministra de Exteriores y antigua alcaldesa de Atenas.  A partir de entonces, otro candidato al liderazgo, el antiguo ministro Dimitris Avramópulos anunció que renunciaba a su candidatura y que apoyaría en su lugar la de Samarás. A diferencia de anteriores ocasiones, un congreso extraordinario del partido decidió que el nuevo líder sería elegido mediante una consulta a miembros del partido de todo el país. La candidatura se disparó en las encuestas de opinión y acabó la campaña como favorito.
En las primeras horas de la mañana del 30 de noviembre de 2009, Samarás fue elegido nuevo líder del partido Nueva Democracia. Los primeros resultados concedieron una ventaja cómoda para Samarás, Bakoyanni, su rival principal, admitió la derrota y llamó a Samarás para felicitarle. Samarás aceptó su elección con un discurso en la sede del partido y prometió llevar a cabo una reforma ideológica y organizativa para aspirar a retomar el estatus de mayoría.
Fue, más tarde, decisivo en la expulsión de Bakoyanni (mayo de 2010) por desobedecer la disciplina de partido y votar a favor de una medida de austeridad solicitada por la Unión Europea-Fondo Monetario Internacional.se aprobó una fuerte reforma de las pensiones que supuso una rebaja de hasta un 30% de las nuevas jubilaciones y de las pagas suplementarias; además se implementaron una subida de impuestos para intentar recaudar unos 3.600 millones, con un aumento del IVA al 24% y un gravamen sobre la gasolina, el tabaco, las bebidas alcohólicas y el café, así como un nuevo y polémico impuesto inmobiliario. 
Es un hecho interesante que Samarás y el antiguo primer ministro Yorgos Papandreu fueron compañeros de habitación durante sus años como estudiantes en el Amherst College, pero después se convirtieron en rivales políticos encarnizados.
En las últimas horas del 5 de julio de 2015, tras el referéndum de ese mismo día, renunció a sus funciones de liderazgo. Vangelis Meimarakis le reemplazó, asumiendo la presidencia del partido en forma interina.
Se sospecha que fue uno de los beneficiarios de los sobornos pagados por la empresa farmacéutica Novartis para aumentar las ventas de sus medicamentos en Grecia.